# Eichendorff-Plakette
Die Eichendorff-Plakette ist die höchste staatliche Auszeichnung für Gebirgs- und Wandervereine in der Bundesrepublik Deutschland.

## Geschichte und Beschreibung
Sie wurde im Jahr 1983 durch den damaligen Bundespräsidenten Karl Carstens gestiftet. Sie wird jährlich an in besonderer Weise um die Pflege und Förderung des Wanderns, des Heimatgedankens und des Umweltbewusstseins verdiente Wander- und Gebirgsvereine, die mindestens 100 Jahre bestehen müssen, vom Bundespräsidenten verliehen. Die Auszeichnung ist vornehmlich für Mitgliedsvereine des Verbandes Deutscher Gebirgs- und Wandervereine und deren Untergliederungen (Ortsgruppen, Zweigvereine, Abteilungen) bestimmt. Koordiniert wird die Verleihung unter Leitung von Präsidium und Geschäftsführung des Verbands.
Die Plakette wurde nach dem Dichter Joseph von Eichendorff benannt.

## Preisträger
- 1983 Taunusklub[3]
- 1984 Düsseldorfer Wanderbund[4]
- 1984 Eifelverein Ortsgruppe Mechernich[5]
- 1984 Erzgebirgsverein[6]
- 1984 Glatzer Gebirgsverein[7]
- 1984 Mährisch-Schlesischer Sudetengebirgsverein[7]
- 1984 Riesengebirgsverein[7]
- 1984 Thüringerwald-Verein Zweigverein Coburg[8]
- 1984 Werratalverein[7]
- 1985 Eifelverein Ortsgruppe Kyllburg[7]
- 1985 Eifelverein Ortsgruppe Monschau[9]
- 1985 Frankenwaldverein[10]
- 1985 Heimat- und Verschönerungsverein Buer[11][12]
- 1985 Odenwaldklub Ortsgruppe Reichelsheim[7]
- 1986 Harzklub Zweigverein Herzberg[13]
- 1987 Eifelverein Ortsgruppe Daun[14]
- 1987 Eifelverein Ortsgruppe Waxweiler[15]
- 1987 Heimat- und Verkehrsverein Höxter[16]
- 1987 Rhönklub Zweigverein Mellrichstadt[17]
- 1987 Rhönklub Zweigverein Weyhers[18]
- 1987 Schwarzwaldverein Ortsgruppe Alpirsbach[7]
- 1988 Eifelverein Ortsgruppe Blankenheim[19]
- 1988 Eifelverein Ortsgruppe Gillenfeld[20]
- 1988 Kölner Eifelverein[7]
- 1988 Rhönklub Zweigverein Bischofsheim-Kreuzberg[21]
- 1988 Rhönklub Zweigverein Gersfeld[22]
- 1988 Rhönklub Zweigverein Hünfeld[23]
- 1988 Rhönklub Zweigverein Poppenhausen[24]
- 1988 Taunusklub Zweigverein Oberursel[3]
- 1989 Eifelverein Ortsgruppe Adenau[25]
- 1989 Eifelverein Ortsgruppe Altenahr[25]
- 1989 Eifelverein Ortsgruppe Bleialf – Schneifel[7]
- 1989 Eifelverein Ortsgruppe Bonn[26]
- 1989 Eifelverein Ortsgruppe Brohltal[25]
- 1989 Eifelverein Ortsgruppe Heimbach[27]
- 1989 Rhönklub Zweigverein Hilders[28]
- 1989 Schwäbischer Albverein Ortsgruppe Pfullingen[7]
- 1990 Eifelverein Ortsgruppe Schleiden[29]
- 1990 Sauerländischer Gebirgsverein Abteilung Altena[30]
- 1990 Sauerländischer Gebirgsverein Abteilung Attendorn[30]
- 1990 Sauerländischer Gebirgsverein Abteilung Bad Berleburg[30]
- 1990 Sauerländischer Gebirgsverein Abteilung Bochum[30]
- 1990 Sauerländischer Gebirgsverein Abteilung Herscheid[30]
- 1990 Sauerländischer Gebirgsverein Abteilung Hohenlimburg[30]
- 1990 Sauerländischer Gebirgsverein Abteilung Iserlohn[30]
- 1990 Sauerländischer Gebirgsverein Abteilung Lippstadt[30]
- 1990 Sauerländischer Gebirgsverein Abteilung Menden[30]
- 1990 Sauerländischer Gebirgsverein Abteilung Meschede[30]
- 1990 Sauerländischer Gebirgsverein Abteilung Neheim[30]
- 1990 Sauerländischer Gebirgsverein Abteilung Oberkirchen[30]
- 1990 Sauerländischer Gebirgsverein Abteilung Plettenberg[30]
- 1990 Sauerländischer Gebirgsverein Abteilung Soest[30]
- 1990 Sauerländischer Gebirgsverein Abteilung Warstein[30]
- 1990 Sauerländischer Gebirgsverein Abteilung Werdohl[30]
- 1990 Sauerländischer Gebirgsverein Abteilung Witten[30]
- 1990 Taunusklub Zweigverein Bad Soden[3]
- 1991 Eifelverein Ortsgruppe Stolberg[31]
- 1991 Sauerländischer Gebirgsverein Abteilung Allendorf[30]
- 1991 Sauerländischer Gebirgsverein Abteilung Arnsberg[30]
- 1991 Sauerländischer Gebirgsverein Abteilung Assinghausen[30]
- 1991 Sauerländischer Gebirgsverein Abteilung Balve[30]
- 1991 Sauerländischer Gebirgsverein Abteilung Brilon[30]
- 1991 Sauerländischer Gebirgsverein Abteilung Dahl[30]
- 1991 Sauerländischer Gebirgsverein Abteilung Dortmund-Hörde[30]
- 1991 Sauerländischer Gebirgsverein Abteilung Fleckenberg[30]
- 1991 Sauerländischer Gebirgsverein Abteilung Hagen[30]
- 1991 Sauerländischer Gebirgsverein Abteilung Halver[30]
- 1991 Sauerländischer Gebirgsverein Abteilung Hamm[30]
- 1991 Sauerländischer Gebirgsverein Abteilung Hemer[30]
- 1991 Sauerländischer Gebirgsverein Abteilung Hörde[32][33]
- 1991 Sauerländischer Gebirgsverein Abteilung Hüsten[30]
- 1991 Sauerländischer Gebirgsverein Abteilung Iserlohn[34]
- 1991 Sauerländischer Gebirgsverein Abteilung Lüdenscheid[30]
- 1991 Sauerländischer Gebirgsverein Abteilung Münster[30]
- 1991 Sauerländischer Gebirgsverein Abteilung Olsberg[30]
- 1991 Sauerländischer Gebirgsverein Abteilung Siedlinghausen[30]
- 1991 Sauerländischer Gebirgsverein Abteilung Sundern[30]
- 1991 Sauerländischer Gebirgsverein Abteilung Unna[30]
- 1992 Sauerländischer Gebirgsverein Abteilung Dahle[30]
- 1992 Sauerländischer Gebirgsverein Abteilung Freienohl[30]
- 1992 Sauerländischer Gebirgsverein Abteilung Siegen[30]
- 1992 Sauerländischer Gebirgsverein Abteilung Westhofen[30]
- 1992 Schwäbischer Albverein Ortsgruppe Kohlberg-Kappishäusern[35]
- 1992 Taunusklub Zweigverein Neu-Anspach[3]
- 1993 Sauerländischer Gebirgsverein Abteilung Heinsberg[30]
- 1993 Sauerländischer Gebirgsverein Abteilung Kierspe[30]
- 1993 Sauerländischer Gebirgsverein Abteilung Krombach[30]
- 1993 Sauerländischer Gebirgsverein Abteilung Nuttlar[30]
- 1993 Schwäbischer Albverein Ortsgruppe Böhringen[36]
- 1993 Taunusklub Stammklub Frankfurt[3]
- 1994 Harzklub Zweigverein Buntenbock[37]
- 1994 Schwäbischer Albverein Ortsgruppe Frickenhausen[38]
- 1994 Schwäbischer Albverein Ortsgruppe Winterlingen[39]
- 1995 Sauerländischer Gebirgsverein Abteilung Grüne[30]
- 1995 Sauerländischer Gebirgsverein Abteilung Welschen-Ennest[30]
- 1995 Schwäbischer Albverein Ortsgruppe Eningen[40]
- 1995 Taunusklub Zweigverein Wetzlar[3]
- 1996 Baumberge-Verein[41]
- 1996 Harzklub Zweigverein Lutter[7]
- 1996 Rennsteigverein[42]
- 1996 Sauerländischer Gebirgsverein Abteilung Klafeld-Geisweid[30]
- 1996 Schwäbischer Albverein Ortsgruppe Hüttlingen[43]
- 1996 Schwarzwaldverein Ortsgruppe Dornstetten[44]
- 1997 Eifelverein Ortsgruppe Sinzig[45]
- 1997 Harzklub Zweigverein Bad Sachsa[46]
- 1997 Harzklub Zweigverein Neustadt/Osterode[47]
- 1997 Heimatverein Damme[7]
- 1997 Odenwaldklub Ortsgruppe Schriesheim[7]
- 1997 Rhönklub Zweigverein Vacha[7]
- 1997 Sauerländischer Gebirgsverein Abteilung Belecke[30]
- 1997 Sauerländischer Gebirgsverein Abteilung Hattingen[30]
- 1997 Sauerländischer Gebirgsverein Abteilung Hirschberg[30]
- 1997 Sauerländischer Gebirgsverein Abteilung Netphen[30]
- 1997 Schwäbischer Albverein Ortsgruppe Großbottwar[48]
- 1997 Schwäbischer Albverein Ortsgruppe Isny[49]
- 1997 Schwäbischer Albverein Ortsgruppe Rottenburg[50]
- 1997 Schwarzwaldverein Ortsgruppe Dornhan[51]
- 1998 Eggegebirgsverein Heimatverein Bad Driburg[7]
- 1998 Frankenwaldverein Ortsgruppe Issigau-Reitzenstein[52]
- 1998 Harzklub Zweigverein Wernigerode[53]
- 1998 Schwäbischer Albverein Ortsgruppe Nellingen[54]
- 1998 Schwarzwaldverein Ortsgruppe Bernau[55]
- 1998 Thüringerwald-Verein Zweigverein Bad Blankenburg[56]
- 1998 Thüringerwald-Verein Ortsgruppe Tabarz[7]
- 1999 Schwäbischer Albverein Ortsgruppe Kupferzell[57]
- 1999 Schwäbischer Albverein Ortsgruppe München[57]
- 1999 Schwäbischer Albverein Ortsgruppe Oberkochen[57]
- 1999 Schwäbischer Albverein Ortsgruppe Sontheim[57]
- 1999 Schwäbischer Albverein Ortsgruppe Untergröningen[57]
- 1999 Schwarzwaldverein Karlsruhe[58]
- 1999 Thüringerwald-Verein Ortsgruppe Lauscha[59]
- 2000 Eggegebirgsverein[7]
- 2000 Schwäbischer Albverein Ortsgruppe Bad Waldsee[60]
- 2000 Schwäbischer Albverein Ortsgruppe Bonlanden[60]
- 2000 Schwäbischer Albverein Ortsgruppe Essingen[60]
- 2000 Schwäbischer Albverein Ortsgruppe Kornwestheim[60]
- 2000 Schwäbischer Albverein Ortsgruppe Plattenhardt[60]
- 2000 Schwäbischer Albverein Ortsgruppe Tamm[60]
- 2000 Thüringerwald-Verein Zweigverein Asbacher Berge und Umgebung[61]
- 2001 Fränkische-Schweiz-Verein[7]
- 2001 Sauerländischer Gebirgsverein Bezirk Unterlenne[62]
- 2001 Schwäbischer Albverein Ortsgruppe Eberhardzell[63]
- 2001 Schwäbischer Albverein Ortsgruppe Ensingen[63]
- 2001 Schwäbischer Albverein Ortsgruppe Gerabronn[63]
- 2001 Schwäbischer Albverein Ortsgruppe Gundelfingen[63]
- 2002 Harzklub Zweigverein Thale[64]
- 2002 Sauerländischer Gebirgsverein Abteilung Meggen[30]
- 2002 Schwäbischer Albverein Ortsgruppe Binsdorf[65]
- 2002 Schwäbischer Albverein Ortsgruppe Bönnigheim[65]
- 2002 Schwäbischer Albverein Ortsgruppe Deilingen-Delkhofen[65][66]
- 2002 Schwäbischer Albverein Ortsgruppe Eybach[65]
- 2002 Schwäbischer Albverein Ortsgruppe Kirchentellinsfurt[65]
- 2002 Schwäbischer Albverein Ortsgruppe Möhringen[65]
- 2002 Schwäbischer Albverein Ortsgruppe Mühlacker[65]
- 2002 Schwäbischer Albverein Ortsgruppe Wäschenbeuren[65]
- 2002 Schwarzwaldverein Ortsgruppe Bietigheim-Bissingen[67]
- 2002 Schwarzwaldverein Ortsgruppe Lenzkirch[68]
- 2002 Spessartbund Ortsgruppe Bruderbund Gemütlichkeit Waldaschaff[69]
- 2002 Teutoburger-Wald-Verein[7]
- 2003 Eifelverein Ortsgruppe Düren[7]
- 2003 Erzgebirgsverein Zweigverein Freiberg[70]
- 2003 Erzgebirgsverein Zweigverein Zwickau[71]
- 2003 Frankenwaldverein Nordhalben[7]
- 2003 Schwäbischer Albverein Ortsgruppe Abtsgmünd[72][73]
- 2003 Taunusklub Zweigverein Münster[3]
- 2004 Fichtelgebirgsverein Ortsgruppe Arzberg[7]
- 2004 Frankenwaldverein Ortsgruppe Wallenfels[7]
- 2004 Harzklub Zweigverein Göttingen[7]
- 2004 Schwäbischer Albverein Ortsgruppe Heslach[74]
- 2004 Steigerwaldklub Zweigverein Wiesentheid[7][75]
- 2005 Sauerländischer Gebirgsverein Abteilung Evigsen[30]
- 2005 Schwäbischer Albverein Ortsgruppe Ulm/Neu-Ulm[76][77]
- 2005 Schwarzwaldverein Ortsgruppe Elzach[7]
- 2006 Harzklub Zweigverein Ilfeld-Wiegersdorf[78]
- 2006 Pfälzerwald-Verein Ortsgruppe Gimmeldingen[7]
- 2006 Pfälzerwald-Verein Ortsgruppe Weidenthal/Frankenstein[79]
- 2006 Rhönklub Zweigverein Bad Königshofen[80]
- 2006 Sauerländischer Gebirgsverein Abteilung Bruchhausen[30]
- 2006 Sauerländischer Gebirgsverein Abteilung Oeventrop[30]
- 2006 Schwäbischer Albverein Ortsgruppe Inzigkofen[81]
- 2006 Schwäbischer Albverein Ortsgruppe Öhringen[81]
- 2006 Schwäbischer Albverein Ortsgruppe Scharnhausen[81][82]
- 2006 Schwarzwaldverein Ortsgruppe Weil der Stadt[83]
- 2007 Eifelverein Ortsgruppe Marmagen[84]
- 2007 Sauerländischer Gebirgsverein Abteilung Dahlerbrück[30]
- 2007 Sauerländischer Gebirgsverein Abteilung Hallenberg[30]
- 2007 Schwäbischer Albverein Ortsgruppe Remshalden[85]
- 2007 Schwäbischer Albverein Ortsgruppe Wilhelmsdorf[85]
- 2007 Taunusklub Zweigverein Köppern[3]
- 2008 Eifelverein Ortsgruppe Düsseldorf[86]
- 2008 Eifelverein Ortsgruppe Marmagen[87]
- 2008 Harzklub Zweigverein Güntersberge[88]
- 2008 Sauerländischer Gebirgsverein Abteilung Müsen[30]
- 2008 Schwäbischer Albverein Ortsgruppe Schwaigern[89]
- 2008 Touristengesellschaft 08 Aschaffenburg-Damm[90]
- 2009 Schwarzwaldverein Ortsgruppe Albbruck[91]
- 2010 Eifelverein Ortsgruppe Sötenich[92]
- 2010 Pfälzerwald-Verein Ortsgruppe Kirkel-Neuhäusel[93]
- 2010 Pfälzerwald-Verein Ortsgruppe Otterberg[94]
- 2010 Pfälzerwald-Verein Ortsgruppe Winnweiler[95]
- 2010 Sauerländischer Gebirgsverein Abteilung Weidenau[30]
- 2010 Schwarzwaldverein Ortsgruppe Bonndorf[96][97]
- 2010 Schwarzwaldverein Ortsgruppe St. Blasien[98]
- 2010 Westerwald-Verein Zweigverein Daaden[99]
- 2011 Eifelverein Ortsgruppe Blumenthal[100]
- 2011 Frankenwaldverein Ortsgruppe Kronach[101]
- 2011 Pfälzerwald-Verein Ortsgruppe Starkenbrunnen[102]
- 2011 Rhönklub Zweigverein Kassel[103]
- 2011 Sauerländischer Gebirgsverein Abteilung Düsseldorf[30]
- 2011 Sauerländischer Gebirgsverein Abteilung Ferndorf-Kreuztal[30]
- 2011 Schwäbischer Albverein Ortsgruppe Kolbingen[104]
- 2011 Thüringerwald-Verein Zweigverein Wanderfreunde Pößneck[105]
- 2012 Rhönklub Zweigverein Wüstensachsen[106][107]
- 2012 Sauerländischer Gebirgsverein Abteilung Letmathe[30][108]
- 2012 Schwarzwaldverein Ortsgruppe Calw[109]
- 2013 Eifelverein Ortsgruppe Ratingen[110]
- 2013 Eifelverein Ortsgruppe Reifferscheid[110]
- 2013 Erzgebirgsverein Zweigverein Hormersdorf[110]
- 2013 Rhönklub Zweigverein Hofbieber[110]
- 2013 Sauerländischer Gebirgsverein Abteilung Duisburg[30][110]
- 2013 Schwäbischer Albverein Ortsgruppe Weilersteußlingen[111][112][110][113]
- 2013 Schwarzwaldverein Ortsgruppe Sindelfingen[110][114]
- 2013 Schwarzwaldverein Ortsgruppe Singen (Hohentwiel)[110]
- 2013 Schwarzwaldverein Ortsgruppe St. Georgen[110][115]
- 2013 Spessartbund[110]
- 2013 Spessartbund Gesellschaftsklub Fidelio[110]
- 2013 Spessartbund Ortsgruppe Wanderfreunde Tauberbischofsheim[110]
- 2013 Thüringerwald-Verein Zweigverein Lehesten[116][117][110]
- 2014 Fränkischer Albverein[118][119]
- 2014 Odenwaldklub Ortsgruppe Rimbach[120]
- 2014 Pfälzerwald-Verein Ortsgruppe Hauenstein[121]
- 2014 Thüringerwald-Verein Zweigverein Leutenberg[122]
- 2015 Odenwaldklub Ortsgruppe Mörlenbach[123]
- 2015 Sauerländischer Gebirgsverein Abteilung Zinse[124]
- 2016 Eifelverein Ortsgruppe Stolberg[125]
- 2016 Oberpfälzer Waldverein[126]
- 2016 Sauerländischer Gebirgsverein Abteilung Oberhundem[127]
- 2016 Schwarzwaldverein Ortsgruppe Engen[128][129]
- 2017 Werratalverein Reichensachsen[130]
- 2018 Schwäbischer Albverein Ortsgruppe Vaihingen/Enz[131]
- 2019 Odenwaldklub Ortsgruppe Eppertshausen[132]
- 2024 Odenwaldklub Ortsgruppe Heidelsheim[133]